# Réduction de peine en France
Pour les articles homonymes, voir Remise de peine (homonymie).
La « réduction de peine » et la « réduction de peine supplémentaire » sont en droit français des dispositifs permettant à un détenu définitivement condamné de voir sa peine réduite s'il satisfait certaines conditions, en particulier un bon comportement en détention. Ces réductions de peine sont accordées dans le cadre d'un « crédit de réduction de peine » accordé forfaitairement en début de détention, avec possibilité de retraits si le détenu se conduit mal (bagarres, introduction de cannabis ou de téléphone portable, insultes, dégradation du mobilier, etc.).